# Una donna per Ringo
Una donna per Ringo (Dos pistolas gemelas) è un film del 1966, diretto da Rafael Romero Marchent.

## Trama
Le gemelle Jenny e Sally Parker, viaggiano accompagnando il nonno, che si guadagna da vivere vendendo un miracoloso elisir a base di tè con lo zucchero.